# Pou (Computerspiel)
Pou ist ein Handyspiel für Smartphones und Tablets, das von Zakeh entwickelt wurde und als kostenlose App heruntergeladen werden kann. Zudem existiert eine nahezu identische Version für Windows-Phone-Smartphones namens Mou.

## Spielprinzip
Pou ist ein kleiner Alien, der ähnlich wie ein Tamagotchi gefüttert und gepflegt werden muss. Es gibt jeweils eine Statusanzeige für Pous Hunger, Gesundheit, Spaß und Energie. Ziel des Spiels ist es, diese Werte möglichst hoch zu halten, um Pou glücklich zu machen. Dies geschieht, indem der Spieler Pou mit Essen versorgt, ihm Zaubertränke verabreicht, Spiele mit Pou spielt oder es ins Bett bringt. Jeder dieser Tätigkeiten ist ein Bereich im Haus, in dem Pou lebt, zugeordnet: eine Küche, ein Badezimmer, ein Labor, ein Spielzimmer und ein Schlafzimmer. Darüber hinaus gibt es auch einen Flur, einen Garten sowie einen Spielplatz und eine Garage.
Pou mag es nicht, wenn man es nur mit einer Mahlzeit füttert. Den größten Sättigungswert hat Hummer mit 50 Prozent. Wenn man Pou mit einer Chilischote füttert, wird es krank.
Um Essen oder Zaubertränke kaufen zu können, werden Coins (englisch für „Münzen“) benötigt, die durch das Spielen von Mini-Spielen (z. B. Sky Jump, Food Drop, Pou Popper etc.), das Säubern von Pou oder das Gießen von Blumen erreicht werden können. Mit diesem Geld können auch neue Blumen für den Garten, Kleidungsstücke für Pou oder Tapeten für die verschiedenen Räume erworben werden.
Je mehr der Spieler mit Pou spielt, desto schneller wächst dieses vom Baby zum Erwachsenen. Es können verschiedene „Level“ und unterschiedliche Ziele erreicht werden (z. B. 100-mal sauber gewesen), um Spezialgegenstände zum Kauf mit Coins freizuschalten. Zudem besteht die Möglichkeit, mit anderen Nutzern der App zu kommunizieren und Multiplayer-Spiele zu spielen. Dieser Kontakt ist möglich, ohne andere Netzwerke oder Apps zu benutzen.

## Rezeption
Die App wird von einigen Millionen Nutzern genutzt und ist somit eine der erfolgreichsten.